# ابن نظیف
ابن نظیف با نام محمد بن علی نظیف، وقایع‌نگار مسلمان دورهٔ پایانی حکومتایوبی در سده ۷ قمری و ۱۳ میلادی بود که اطلاعات چندانی دباره زندگانی وی به جز اشارات ابن‌ابی‌الدم در تاریخ مظفری نیست. تاریخ منصوری اثر اوست که تاریخی است عمومی به صورت سال‌شمار به حوادث آغازین جنگ‌ها صلیبی تا پیش از مرگ صلاح‌الدین ایوبی همچون جنگ وی با صلیبیون طی موج سوم جنبش صلیبی پرداخته است.